# Nora Arnezeder
Nora Arnezeder (Parigi, 8 maggio 1989) è un'attrice e cantante francese.

## Biografia
Nora Arnezeder nasce a Parigi, in Francia, l'8 maggio del 1989 da padre austriaco, Wolfgang Arnezeder, e da madre egiziana, Piera Schinasi, nata ad Alessandria d'Egitto da una famiglia ebraica di origini italiane (gli avi materni dell'attrice erano emigrati in Egitto prima dello scoppio della prima guerra mondiale). All'età di due anni, si trasferisce con i genitori ad Aix-en-Provence. A 14 anni ha vissuto per un anno a Bali. Una volta tornata a Parigi, ha preso lezioni di danza e di canto presso l'Accademia Internazionale di danza e teatro.
Il suo primo ruolo importante lo ottiene nel 2008 nel film Paris 36 di Christophe Barratier. Per la sua interpretazione vince il premio come migliore promessa femminile ai Premi Lumière 2009. Per il film Paris 36, la Arnezeder interpreta il brano musicale Loin de Paname, che ottiene una candidatura come migliore canzone ai premi Oscar 2010. Nel 2009 è testimonial del profumo L'Idylle dell'azienda francese Guerlain e nella campagna pubblicitaria interpreta il brano Singin' in the Rain.
Dopo aver preso parte alla serie televisiva francese Xanadu - Una famiglia a luci rosse, nel 2012 recita in tre film di produzione statunitense; Safe House - Nessuno è al sicuro, The Words e l'horror Maniac. Sempre nel 2012 recita nel francese Ce que le jour doit à la nuit, tratto dal romanzo Quel che il giorno deve alla notte di Yasmina Khadra.
Nel 2013 è protagonista di Angelica, tratto dal romanzo Angelica la Marchesa degli Angeli di Anne e Serge Golon e remake dell'omonimo film del 1964.
Nel 2014 recita nella prima stagione della serie televisiva statunitense Mozart in the Jungle, mentre nel 2015 è tra gli interpreti principali della serie televisiva della CBS Zoo.

## Filmografia

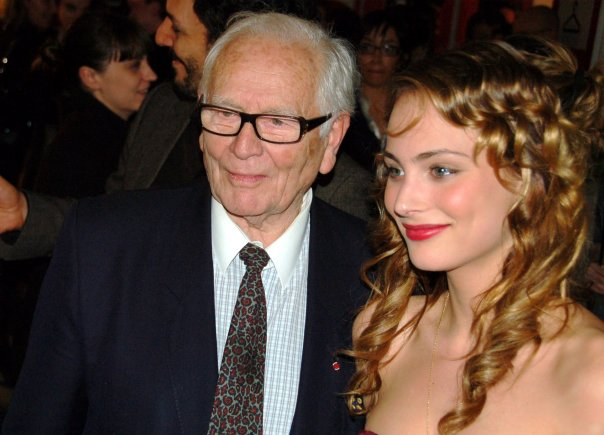
Nora Arnezeder con Pierre Cardin.

### Cinema
- Les deux mondes, regia di Daniel Cohen (2007)
- Paris 36 (Faubourg 36), regia di Christophe Barratier (2008)
- La Croisière, regia di Pascale Pouzadoux (2011)
- The Words, regia di Brian Klugman e Lee Sternthal (2012)
- Safe House - Nessuno è al sicuro (Safe House), regia di Daniel Espinosa (2012)
- Maniac, regia di Franck Khalfoun (2012)
- Ce que le jour doit à la nuit, regia di Alexandre Arcady (2012)
- Angelica (Angélique), regia di Ariel Zeitoun (2013)
- Fiston, regia di Pascal Bourdiaux (2014)
- In the Cloud, regia di Robert Scott Wildes (2018)
- Berserk, regia di Rhys Wakefield (2019)
- Here After - Anime gemelle (Faraway Eyes), regia di Harry Greenberger (2020)
- Tides, regia di Tim Fehlbaum (2021)
- Déflagrations, regia di Vanya Peirani-Vignes (2021)
- Army of the Dead, regia di Zack Snyder (2021)
- Tes Yeux Mourants/That Cold Dead Look in Your Eyes, regia di Onur Tukel (2021)
- Le Musk, regia di A. R. Rahman (2022)
- L'Enfant du paradis, regia di Salim Kechiouche (2022)

### Televisione
- Commissaire Valence – serie TV, 1 episodio (2006)
- R.I.S. Police scientifique – serie TV, 1 episodio (2007)
- Bac +70 – film TV, regia di Laurent Levy (2007)
- Xanadu - Una famiglia a luci rosse (Xanadu) – serie TV, 8 episodi (2011)
- Mozart in the Jungle – serie TV, 6 episodi (2014-2018)
- Zoo – serie TV, 39 episodi (2015-2017)
- Riviera – serie TV, 7 episodi (2017)
- The Offer – miniserie TV (2022)

## Doppiatrici italiane
Nelle versioni in italiano dei suoi film, Nora Arnezeder è stata doppiata da:
- Chiara Gioncardi in Xanadu - Una famiglia a luci rosse, Safe House - Nessuno è al sicuro, Riviera
- Tania De Domenico in Mozart in the Jungle
- Valentina Favazza in Zoo
- Flavia Faloppa in Maniac
- Gea Riva in Angelica
- Beatrice Caggiula in Here After - Anime Gemelle

## Riconoscimenti
- 2009 – Premio Lumière
  - Migliore promessa femminile per Paris 36